# تاریخچه سقط جنین

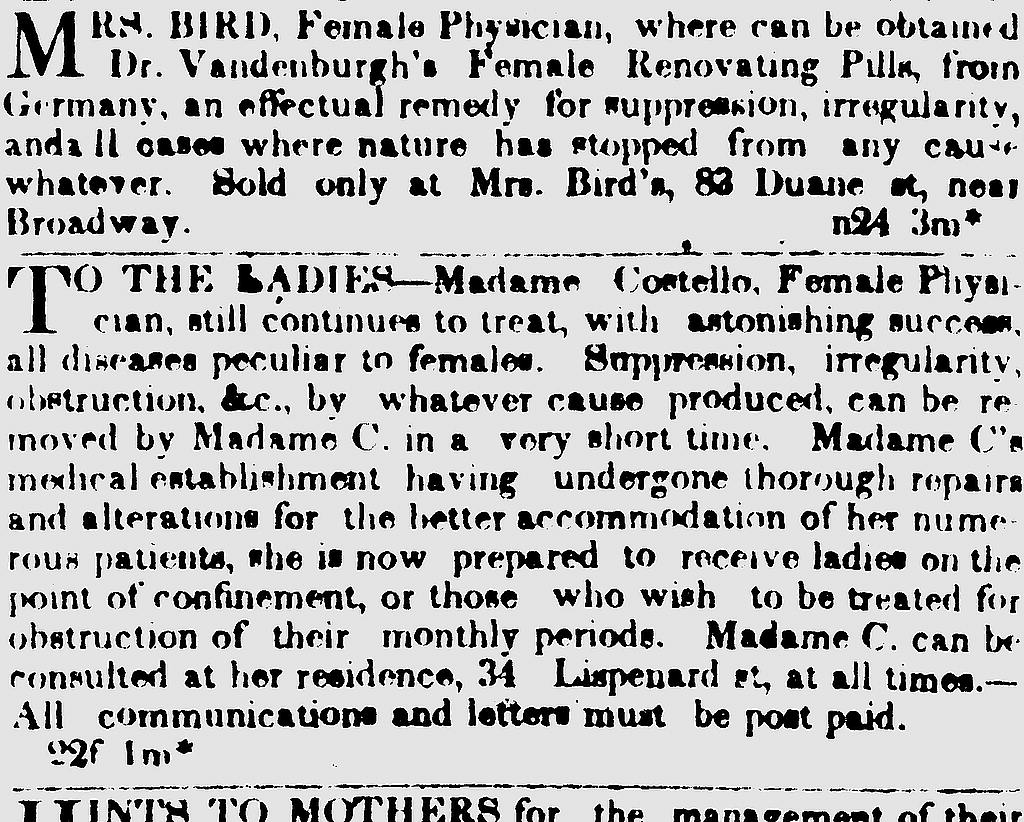
تبلیغات غیرمستقیم برای خدمات سقط جنین، مانند این تبلیغات در سان (شهر نیویورک) در سال ۱۸۴۲، در دوران ویکتوریا رایج بود. در آن زمان سقط جنین در نیویورک غیرقانونی بود.

عمل سقط جنین - ختم عمدی حاملگی - از زمان‌های قدیم شناخته شده‌است. روش‌های مختلفی برای انجام یا اقدام به سقط جنین استفاده شده‌است، از جمله مصرف گیاهان سقط کننده، استفاده از وسایل تیز، اعمال فشار بر شکم و سایر تکنیک‌ها. اصطلاح سقط جنین یا به‌طور دقیق‌تر سقط جنین خود به خودی، گاهی برای اشاره به وضعیت طبیعی رخ می‌دهد که به یک بارداری پایان می‌دهد، یعنی به چیزی که عموماً سقط جنین نامیده می‌شود. اما آنچه در ادامه می‌آید، اصطلاح سقط جنین همیشه به سقط جنین القایی اشاره دارد.
قوانین سقط جنین و اجرای آن در دوره‌های مختلف دچار نوسان بوده‌است. در بسیاری از دنیای غرب در طول قرن بیستم، جنبش‌های حقوق سقط جنین در لغو ممنوعیت سقط جنین موفق بودند. در حالی که سقط جنین در بیشتر کشورهای غربی قانونی است، این قانونی بودن مرتباً توسط گروه‌های ضد سقط جنین به چالش کشیده می‌شود. اتحاد جماهیر شوروی در زمان ولادیمیر لنین به عنوان اولین کشور مدرنی شناخته شد که سقط جنین القایی را در صورت تقاضا قانونی کرد. چین در تلاش برای کاهش جمعیت در قرن بیستم، از سقط جنین القایی به عنوان یک روش کنترل تولد به دستور دولت استفاده کرد.

## دوران پیشامدرن

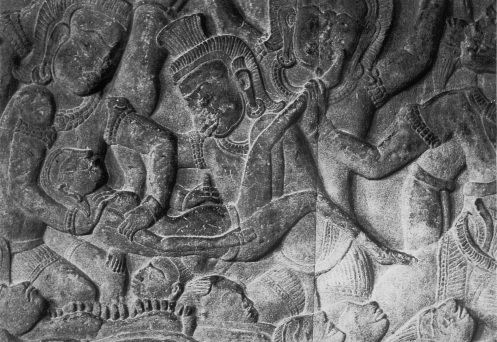
نقش برجسته در انگکور وات، c. 1150، دیو را در حال سقط جنین بر روی زنی که به عالم اموات فرستاده شده‌است به تصویر می‌کشد.

قوانین ودایی و اسمرتی هند منعکس کننده نگرانی در مورد حفظ نطفه مردانه بود. و محاکم دینی مجازاتهای مختلفی را برای زن یا تکفیر برای کشیشی که سقط جنین انجام می‌داد تعیین کردند. بخشی از حماسه رامایانا به شرح سقط جنین توسط جراحان آرایشگر می‌پردازد. تنها مدرکی دال بر اجباری بودن مجازات اعدام برای سقط جنین در قوانین باستانی در قانون آشور (در قانون آشورا، ۱۰۷۵ ق. م) و این فقط بر زنی است که برخلاف میل شوهرش سقط جنین کند. اولین شواهد ثبت شده از سقط جنین القایی از پاپیروس Ebers مصر در ۱۵۵۰ قبل از میلاد است.
بسیاری از روش‌های به کار رفته در غیر جراحی بودند. فعالیت‌های بدنی مانند کار سخت، کوهنوردی، پارو زدن، تمرین با وزنه یا شیرجه یک تکنیک رایج بود. موارد دیگر شامل استفاده از برگ‌های تحریک کننده، روزه، خون ریزی، ریختن آب داغ روی شکم و دراز کشیدن روی پوسته نارگیل گرم شده بود. تقریباً در همه فرهنگ‌ها، تکنیک‌های سقط جنین از طریق مشاهده، انطباق روش‌های مامایی و فرهنگ‌سازی ایجاد شده‌است. ابزارهای فیزیکی برای القای سقط جنین، از جمله ورزش، و سفت کردن کمربند هنوز در اواخر دوره مدرن در میان زنان انگلیسی مورد استفاده قرار می‌گرفت.
اکتشافات باستان‌شناسی نشان دهنده تلاش‌های اولیه جراحی برای استخراج جنین است. با این حال، با توجه به موارد نادری که در متون پزشکی باستان ذکر شده‌است، چنین روش‌هایی متداول نیستند.
یک متن سانسکریت قرن هشتمی به زنانی که مایل به سقط جنین هستند دستور می‌دهد که روی یک قابلمه بخارپز بنشینند. تکنیک ماساژ سقط جنین که شامل اعمال فشار بر شکم باردار است، قرن‌هاست که در آسیای جنوب شرقی انجام می‌شود. یکی از نقش برجسته‌هایی که معبد آنگکور وات در کامبوج را تزئین می‌کند، متعلق به ح. 1150, دیو را در حال انجام چنین سقط جنینی بر زنی که به عالم اموات فرستاده شده‌است به تصویر می‌کشد.
اسناد ژاپنی سوابق سقط جنین القایی را از اوایل قرن دوازدهم نشان می‌دهد. در دوره ادو، به ویژه در میان طبقه دهقان، که از قحطی‌های مکرر و مالیات‌های بالای آن عصر بیشترین ضربه را خوردند، بسیار شایع‌تر شد. مجسمه‌های بودیساتوا جیزو که به یاد سقط جنین، سقط جنین، مرده‌زایی یا مرگ کودکی ساخته شده‌اند، حداقل از سال ۱۷۱۰ در معبدی در یوکوهاما ظاهر شدند.
مائوری‌های بومی مستعمره نیوزلند با داروهای محرک سقط جنین، روش‌های تشریفاتی و بستن شکم با کمربند محدودکننده، به بارداری پایان دادند. منبع دیگری ادعا می‌کند که مردم مائوری از ترس ماکوتو سقط جنین را انجام نمی‌دادند، بلکه از طریق القای مصنوعی زایمان زودرس اقدام به سقط جنین کردند.

### دنیای یونانی-رومی

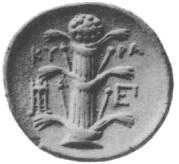
سکه سیرنی با تصویر سیلفیوم، گیاهی ضدبارداری، اما می‌توانست سقط‌کننده هم باشد.

بسیاری از آنچه در مورد روش‌ها و عمل سقط جنین در تاریخ یونان و روم شناخته شده‌است از متون کلاسیک اولیه می‌آید. سقط جنین، به‌عنوان یک عمل زنان و زایمان، عمدتاً مربوط به زنانی بود که یا ماما بودند یا افراد عادی و آگاه. افلاطون در کتاب خود به توانایی یک ماما در القای سقط جنین در مراحل اولیه بارداری اشاره می‌کند. بعید به نظر می‌رسد که سقط جنین در یونان باستان ممنوع شده باشد. قطعه‌ای که به لیسیاس شاعر نسبت داده می‌شود «نشان می‌دهد که سقط جنین در آتن برخلاف خواست شوهر، در صورتی که همسرش هنگام مرگ باردار بود، جنایت بود، زیرا فرزند متولد نشده‌اش می‌توانست مدعی املاک باشد».
یونانیان باستان به گیاه سیلفیوم به عنوان یک داروی سقط جنین و جلوگیری از بارداری متکی بودند. این گیاه به عنوان صادرکننده اصلی Cyrene به سمت انقراض کشیده شد. پیشنهاد می‌شود که ممکن است دارای همان خواص سقط‌کنندگی باشد، مانند برخی از نزدیک‌ترین خویشاوندان موجود در خانواده چتریان. سیلفیم آنقدر در اقتصاد سیرنیان نقش داشت که بیشتر سکه‌های آن با تصویری از این گیاه نقش بسته بود. پلینی بزرگ (۲۳ تا ۷۹ پس از میلاد) از روغن تصفیه شدهٔ سداب (گیاه) به عنوان یک سقط جنین قوی نام برد. سرنوس سامونیکوس در مورد معجونی نوشت که از قلیان، تخم مرغ و شوید تشکیل شده بود. سورانوس و اورابیوس نیز این کاربرد گیاه را شرح داده‌اند. مطالعات علمی مدرن تأیید کرده‌اند که قلیان در واقع حاوی سه ترکیب سقط کننده است. گیاه زرآوندی، گیاهی که برای سهولت زایمان استفاده می‌شود، برای القای سقط جنین نیز استفاده می‌شد. جالینوس آن را در یک فرمول معجون در de Antidotis گنجاند، در حالی که دیوسکوریدس گفت که می‌توان آن را از طریق خوراکی یا به شکل یک پساری واژینال حاوی فلفل و مرم تجویز کرد.
آریستوفان نمایشنامه نویس یونانی در سال ۴۲۱ قبل از میلاد از طریق اشاره ای طنز آمیز در کمدی خود به نام صلح به خاصیت سقط جنین پنی رویال اشاره کرد. بقراط (حدود ۴۶۰ - حدود ۳۷۰ قبل از میلاد)، پزشک یونانی، به فاحشه ای که باردار می‌شد توصیه می‌کرد که بالا و پایین بپرد و در هر جهش با پاشنه‌های خود باسن خود را لمس کند تا باعث سقط جنین شود. سایر نوشته‌های منسوب به او ابزارهایی را توصیف می‌کنند که برای گشاد کردن دهانه رحم و کورت در داخل رحم ساخته شده‌اند.
سورانوس، پزشک یونانی قرن دوم، داروهای ادرارآور، قیمه، تنقیه، روزه و خون‌ریزی را به عنوان روش‌های ایمن سقط جنین تجویز می‌کرد، اگرچه به دلیل خطر سوراخ شدن اندام، از استفاده از ابزار تیز برای ایجاد سقط خودداری کرد. وی همچنین به زنانی که قصد سقط جنین خود را دارند توصیه کرد که به راه رفتن پرانرژی، حمل اجسام سنگین، سواری بر حیوانات و پریدن بپردازند به طوری که پاشنه‌های زن در هر پرش باسن او را لمس کند، که او آن را "جهش Lacedaemonian" توصیف کرد. او همچنین تعدادی دستور العمل برای حمام‌های گیاهی، مالش و پساری ارائه کرد. در De Materia Medica Libri Quinque، داروشناس یونانی ، دیوسکوریدس، مواد تشکیل دهنده پیش نویسی به نام «شراب سقط جنین» را فهرست کرد - خرچنگ، خیار آبپاش، و اسکمونی - اما نتوانست روش دقیقی را برای تهیه آن ارائه دهد. به ویژه هلبور به عنوان سقط آور شناخته شده‌است.
ترتولیان، الهیدان مسیحی قرن دوم و سوم، ابزارهای جراحی را توصیف کرد که در روشی مشابه اتساع و تخلیه مدرن استفاده می‌شدند. یکی از ابزارها دارای یک «قاب انعطاف‌پذیر با تنظیم خوب» بود که برای اتساع، یک «تیغه حلقوی» برای کورت و یک «قلاب کند یا پوشیده شده» برای استخراج استفاده می‌شد. دیگری «سوزن یا سنبله مسی» بود. او ابداع چنین اقلامی را به بقراط، آسکلپیادس، اراسیستراتوس، هروفیلوس و سورانوس نسبت داد.
آلوس کورنلیوس سلسوس، دایرةالمعارف رومی قرن اول، در تنها اثر باقی مانده خود، De Medicina، شرح بسیار مفصلی از روشی برای استخراج یک جنین مرده ارائه کرد. در کتاب ۹ رد همه بدعت‌ها، هیپولیتوس رومی، الهی‌دان مسیحی دیگر قرن سوم، در مورد زنان نوشت که کمر و شکم خود را محکم بندند تا «آنچه در حال شکل‌گیری در رحم بود را بیرون کنند».